# Harthacnut I
No confundir con Canuto Hardeknut (c. 1018 – 1042), hijo de Canuto el Grande.
Harthacnut o Canuto el Recio (nórdico antiguo: Harðaknútr) (n. h. 880) fue un legendario caudillo vikingo, rey de Dinamarca. Se desconoce su parentesco con sus predecesores, aunque se teoriza la paternidad con dos caudillos del siglo IX, uno llamado "Sweyn" (o Svend) y otro justificado con la obra medieval Ragnarssona þáttr, Sigurd Ragnarsson, uno de los hijos del legendario Ragnar Lodbrok, aunque es más probable que fuera nieto de Sigurd pese a que actualmente es imposible de afirmar.

## Protohistoria
Según Adán de Bremen el rey Halga fue derrocado y su reino conquistado por el vikingo de origen sueco Olof el Descarado, junto a sus hijos Gyrd y Gnupa, instaurando la dinastía de la casa de Olaf en Dinamarca. Sigtrygg Gnupasson sucedió a su padre Gnupa.
Adán menciona que Sygtrigg reinó por poco tiempo, durante el ministerio del arzobispo Hoger de Bremen (909–915/917). Harthacnut procedía de "Northmannia" o la "tierra de los Norsemen", lo que implica un origen noruego o de, por aquel entonces, la reciente colonización de la Normandía por vikingos daneses. Harthacnut derrocó al joven Sigtrygg, y gobernó sin oposición durante unos treinta años. Sin embargo, las crónicas sajonas de Viduquindo de Corvey informan la derrota y bautismo forzado del rey danés Chnuba en 936 por Enrique I de Alemania. Por otro lado, la Saga de Olav Tryggvasson cita la derrota de Gnupa, que fue vencido por Gorm el Viejo, por lo que parece que Gnupa siguió gobernando una parte de Dinamarca bastante más tarde de lo indicado por Adán de Bremen.
Las únicas citas que mencionan a Harthacnut pertenecen a la crónica de Adán de Bremen:
1,52: 
el hijo del rey Sveins, Hardegon
en el manuscrito primitivo, luego cambiado por el hijo del rey Sveins, Harthacnut y también el hijo del rey Sveins, Athelstan.
1,55: 
Hardecnudth Vurm
Un nombre doble que no era común en aquel periodo, cambiado a hijo de Hardecnudths, Vurm y también Athelstan Vurm. Los historiadores coinciden que el apodo germánico Vurm (o serpiente), se refiere a Gorm el Viejo, lo que se podría interpretar como Harthacnut y Gorm eran la misma persona.
1,56:
Se menciona que Vurm fue atacado por el rey Heinrich I (916-936), en el año 934 y Viduquindo de Corvey afirma que el nombre del rey era Chnuba.
Aunque Adán de Bremen menciona a Svend II de Dinamarca en sus fuentes, no implica que se encuentre exento de errores. Algunas historias de las crónicas de Adán de Bremen han sido refutadas por los historiadores.